# Les Fils de la liberté (roman)
 (novembre 2016).
Si vous disposez d'ouvrages ou d'articles de référence ou si vous connaissez des sites web de qualité traitant du thème abordé ici, merci de compléter l'article en donnant les références utiles à sa vérifiabilité et en les liant à la section « Notes et références ».
Pour les articles homonymes, voir Les Fils de la liberté.
Les Fils de la liberté est une série littéraire de l'écrivain québécois Louis Caron composée de trois livres, Le Canard de bois, La Corne de brume et Le Coup de poing.  Ils sont inspirés de faits historiques, tels la Rébellion des Patriotes de 1837, le soulèvement des métis de 1869 et la crise d'Octobre 1970.  Ils furent écrits entre 1981 et 1990.
1. Le Canard de bois, 1981, 326 p.  (ISBN 2-89052-031-5)
2. La Corne de brume, 1982, 270 p.  (ISBN 2-89052-057-9)
3. Le Coup de poing, 1990, 364 p.  (ISBN 2-89052-351-9)

## Le Canard de bois
L'histoire raconte celle de divers personnages du village de Port Saint-François, s'apparentant souvent à des archétypes, dans les mois précédant la Rébellion de 1837. Ainsi, Hyacinthe Bellerose, le villageois insoumis, Marie-Moitié, son amante métisse, le notaire Plessis, bourgeois canadien fidèle aux autorités coloniales, le major Hubert, député du Parti des Patriotes (anciennement Parti canadien), le marchand anglais Smith, l'abbé Mailloux, qui condamne la révolte, et le seigneur Cantlie réagissent tous au soulèvement populaire qui sera durement réprimé. L'auteur insiste sur les conditions de vie misérables des paysans canadiens et la mainmise des nobles et des commerçants britanniques sur la colonie. 
Le roman est également entrecoupé du récit du périple du jeune Bruno Bellerose qui, près d'un siècle plus tard, chemine vers sa maison paternelle sans savoir pourquoi on l'y a convoqué.

## Le Coup de poing
L'histoire se déroule lors de la crise d'octobre 1970, pour laquelle Louis Caron invente une cellule fictive du FLQ composée entre autres des protagonistes Jean-Michel Bellerose et Lucie Courchesne. Jean-Michel, fugitif, trouve refuge chez son oncle Bruno Bellerose pour lui demander de le cacher. Bruno Bellerose, retraité, solitaire, détaché de tout, vient en aide à son neveu instinctivement et se fait complice de sa cavale. La révolte du FLQ vient toucher une corde sensible de Bruno Bellerose, qui a été victime de son statut de boss lorsque ses concitoyens de Nicolet se sont mis à le mépriser pour ses succès. 